# Scopula caeria
Scopula caeria är en fjärilsart som beskrevs av Louis Beethoven Prout 1938. Scopula caeria ingår i släktet Scopula och familjen mätare. Inga underarter finns listade.